# Легионная монета

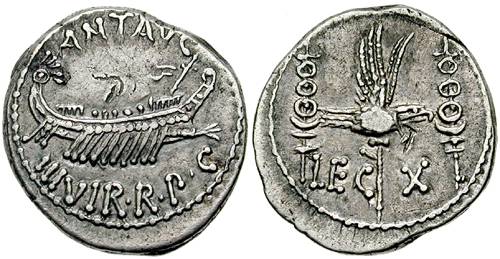
Денарий выпущенный Марком Антонием в честь Legio X Equestris («Всадники»)

Легионные монеты — древнеримские монеты, в легенде или изображении которых содержатся упоминания о римских легионах. Среди информационных отсылок присутствуют изображения орлов и штандартов, названия и порядковые номера легионов. Предполагается, что чеканка подобных денежных знаков возникла в связи с раздачей подарков (донативы), предназначенных для римских императорских легионов, или в качестве памятных монет о героических свершениях конкретных легионов. Большинство типов монет, в которых присутствует военная тематика, возникли в эпоху поздней Римской республики, в период гражданской войны. По мнению историка Михаила Абрамзона, уже «в военной чеканке Республики возникает традиция выпуска легионных монет, служивших одновременно и донативом и ходячей монетой. Выпуск их был связан с понятиями fides и pietas и олицетворял единство между военным лидером и войсками, обеспечиваемое священной клятвой. Монеты, связанные с пропагандой fides, будут достаточно часто выпускаться и в императорский период». Во II веке н. э. легионные монеты чеканились только дважды: в  честь VI железного легиона при Марке Аврелии и императоре Луции Вере, а в честь нескольких легионов при императоре Септимии Севере.  
Легионные монеты имели важный пропагандистский характер, являются ценнейшим источником информации о ходе политической борьбы в Риме и провинциях, о территориях находившихся в подчинении различных узурпаторов, количестве сил у противников. 